# فينس دان
فينس دان هو لاعب هوكي الجليد كندي، ولد في 29 أكتوبر 1996 في ميسيساغا في كندا.

## وصلات خارجية
- فينس دان على موقع دوري الهوكي الوطني (الإنجليزية)
- فينس دان على موقع EliteProspects.com (الإنجليزية)
- فينس دان على موقع Eurohockey.com (الإنجليزية)
- فينس دان على موقع HockeyDB.com (الإنجليزية)
- فينس دان على موقع Hockey-Reference.com (الإنجليزية)